# 明斯特阿河

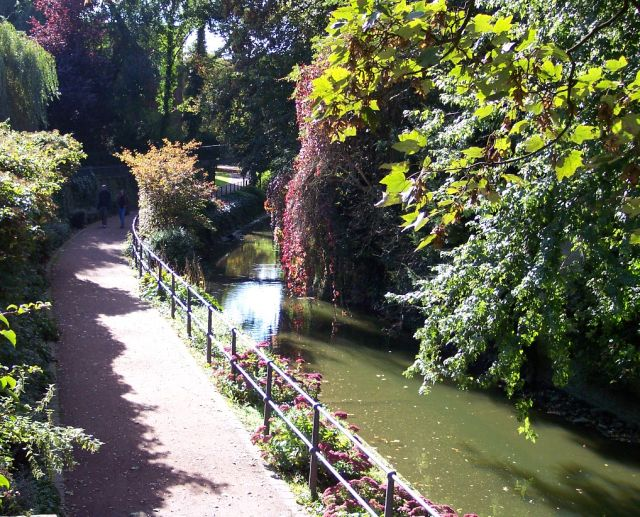
明斯特阿河

52°5′8.61″N 7°36′21.43″E / 52.0857250°N 7.6059528°E
明斯特阿河（德語：Münstersche Aa），是德國的河流，位於該國西部的明斯特，處於北萊茵-威斯特法倫州，屬於埃姆斯河的左支流，河道全長43公里，流域面積172平方公里。